# Andrea Santoro
Andrea Santoro (Priverno, 7 settembre 1945 – Trebisonda, 5 febbraio 2006) è stato un prete italiano della Chiesa cattolica assassinato in Turchia.

## Formazione
Terzo figlio di un muratore e di una casalinga e fratello minore di due sorelle, Andrea Santoro entrò adolescente in seminario, dove conobbe Vincenzo Paglia, cofondatore della Comunità di Sant'Egidio e attuale Presidente del Pontificio consiglio per la famiglia. Nel 1970 Andrea finì gli studi di teologia alla Pontificia Università Lateranense e il 18 ottobre dello stesso anno divenne sacerdote nella parrocchia dei santi Marcellino e Pietro Ad Duas Lauros.

## Esperienze pastorali a Roma
Sin dall'ordinazione sacerdotale, don Andrea esercitò il suo ministero in realtà popolari della periferia romana. Nella sua cura pastorale si preoccupava di tutti, dai più vicini ai più lontani, con attenzione particolare ai più piccoli e più poveri. Dopo il diploma al Pontificio Istituto di Studi Arabi e d'Islamistica, nel 1980 soggiornò per sei mesi in Oriente, ospite di istituti religiosi. Per lui capire e vivere il Medio Oriente era capire meglio l'uomo e le sue contraddizioni, ed era poi un'esperienza per penetrare più profondamente il testo della Bibbia. La sua spiritualità si avvicina a quella di Charles de Foucauld.
Al suo ritorno nel 1981 fu trasferito dalla parrocchia della Trasfigurazione, a Monteverde, dove era viceparroco, nel quartiere di Verderocca (alle spalle della Caserma Ruffo sita sulla Via Tiburtina), dove fondò la Parrocchia di Gesù di Nazareth, prima come "comunità" poi anche come edificio che comprende la chiesa, l'eremo dedicato ad Abramo e i locali per la catechesi, tre complessi collegati tra loro, all'esterno, da arcate di cemento. Vi rimase parroco per 12 anni. Il 25 settembre 1993 lasciò Verderocca per trascorrere cinque mesi come pellegrino in Medio Oriente, Turchia, Siria e Libano, la Terra Santa degli Apostoli.
Nel 1994 divenne parroco presso la parrocchia dei Santi Fabiano e Venanzio a Villa Fiorelli, nel quartiere Tuscolano a Roma.

## Trasferimento in Turchia: Şanlıurfa e Trebisonda
In quegli anni conobbe anche il vescovo Franceschini, Vicario Apostolico dell'Anatolia. Grazie anche alle richieste di quest'ultimo don Andrea ottenne il permesso di partire per la Turchia l'11 giugno 2000 quale sacerdote fidei donum, cioè concesso dalla diocesi di Roma alla Chiesa turca come sostegno pastorale. L'11 settembre Santoro raggiunse Şanlıurfa (antica Edessa) che sarebbe divenuta il luogo della sua prima residenza in Turchia. Prima dı partire per la Turchia don Andrea fondò a Roma l'assocıazıone “Finestra per il Medio Oriente”, finalizzata alla preghiera e al sostegno della missione in Turchia.
Dopo essere vissuto in un modesto appartamento, in accordo con il vescovo don Andrea prese in affitto una nuova casa in stile armeno che fece chiamare “La casa di Abramo” e adibì ad alloggio per piccoli gruppi di pellegrini.
Durante il soggiorno a Şanlıurfa, don Andrea si prese cura anche della comunità cattolica di Trebisonda, dove dal 2001 non c'era più un sacerdote. Nel 2003 vi si trasferì stabilmente affrontando l'urgente restauro della chiesa e dell'ex-convento dei cappuccini: l'apertura quotidiana della chiesa permise a molti abitanti del luogo, che non conoscevano il Cristianesimo di incontrarlo per fargli domande. Tale apertura tuttavia divenne presto causa di screzi con alcuni giovani, che spesso gettavano sporcizia e oggetti verso la chiesa e disturbavano don Andrea, fino a minacciarlo.
Anche il restauro del cimitero cristiano fu ostacolato: la riparazione delle mura di cinta, ritenute giuridicamente un monumento storico, fu interrotta dai Beni Culturali. Poco dopo il cimitero cristiano venne profanato, le lapidi divelte, altre parti distrutte; i vicini vi ricavarono pezzi di orto; su metà dell'area fu costruita una scuola, in un'altra porzione una scalinata e una piazza.
Don Andrea non rivolgeva la propria attenzione solo alla piccola comunità cattolica di Trebisonda, ma anzi prese a cuore anche la situazione delle donne ortodosse venute dalla Georgia, spesso vittime della prostituzione.

## L'uccisione di don Santoro
Nel pomeriggio di domenica 5 febbraio 2006, mentre don Santoro si trovava in chiesa con il suo giovane aiutante turco, entrarono in chiesa tre ragazzi che iniziarono a comportarsi con fare arrogante. I ragazzi uscirono di chiesa. Don Andrea si mise a pregare ed invitò il suo aiutante a fare altrettanto. Mentre stavano pregando un uomo entrò in chiesa: don Andrea vide che una pistola era puntata alle sue spalle e gridò al suo aiutante di buttarsi a terra; l'uomo gridò a gran voce “Allah è grande” e sparò due colpi di pistola, trafiggendo i polmoni del sacerdote, che rimase ucciso. L'uomo scappò quindi attraverso il cortile della chiesa gridando ancora “Allah è grande” e sparando un terzo colpo di pistola in aria.
In seguito,  per il delitto venne arrestato e condannato un giovane di 16 anni, Ouzhan Akdil, che confessò di aver ucciso don Santoro perché sconvolto dalle vignette satiriche su Maometto apparse mesi prima su un quotidiano danese e di recente salite alla ribalta nel mondo islamico.. 
Al contrario, ancora nel 2013 nelle parole di mons. Ruggero Franceschini, arcivescovo di Smirne, amministratore apostolico del Vicariato di Anatolia e presidente della Conferenza episcopale turca, l'omicidio di don Andrea Santoro resta del tutto impunito. 
Lo ricorda come un grande comunicatore, che scrisse una mole di lettere, aperto al dialogo, ma sempre fermo e integro nella sua fede cristiana.

Al processo turco non fu nominato nessun avvocato difensore, situazione che nel suo caso ha portato ad un nulla di fatto, mentre per l'uccisione di mons. Luigi Padovese, ha ridotto la pena dell'assassino a 15 anni di carcere..

## Don Santoro oggi
La morte di Andrea Santoro ha avuto grande eco sulla stampa e forte impatto emotivo, al punto che il suo funerale celebrato a Roma fu affollatissimo. La diocesi di Roma sta valutando l'apertura del processo di beatificazione. Il 19 giugno 2006 viene costituita l'associazione don Andrea Santoro onlus con lo scopo di approfondire la spiritualità di don Andrea e mantenere la relazione fra la diocesi di Roma e il vicariato di Anatolia. Per realizzare tali finalità raccoglie e cura gli scritti di don Andrea, vive momenti di formazione e preghiera e realizza progetti per la promozione del dialogo in Italia e in Turchia. Pochi giorni prima della sua morte don Andrea aveva presentato alla regione Lazio il progetto "Centro di Dialogo interculturale e interreligioso" realizzato dall'associazione nella città di Alessandretta, in Turchia, con il contributo della regione Lazio.
Il calice, la patena e la stola appartenuti a don Andrea sono custoditi ed esposti a Roma, nella Basilica di San Bartolomeo all'Isola Tiberina.